# Каллио
Ка́ллио (фин. Kallio, швед. Berghäll) — район Хельсинки, расположен в восточной части центра города.
«Каллио» в переводе с финского — «скала».
11-я президент Финляндии Тарья Халонен родилась в Каллио и жила там до своего избрания в 2000 году.

## Фотогалерея

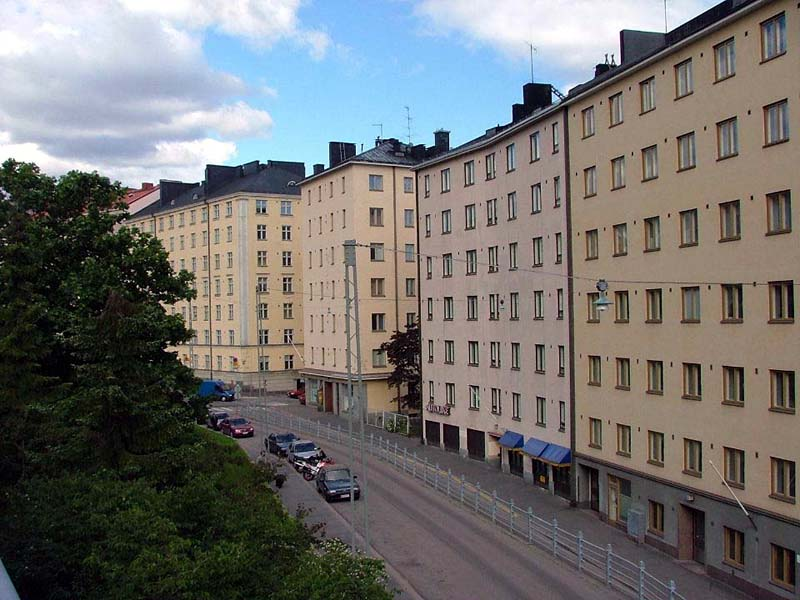
Улица Пенгеркату в районе Каллио.
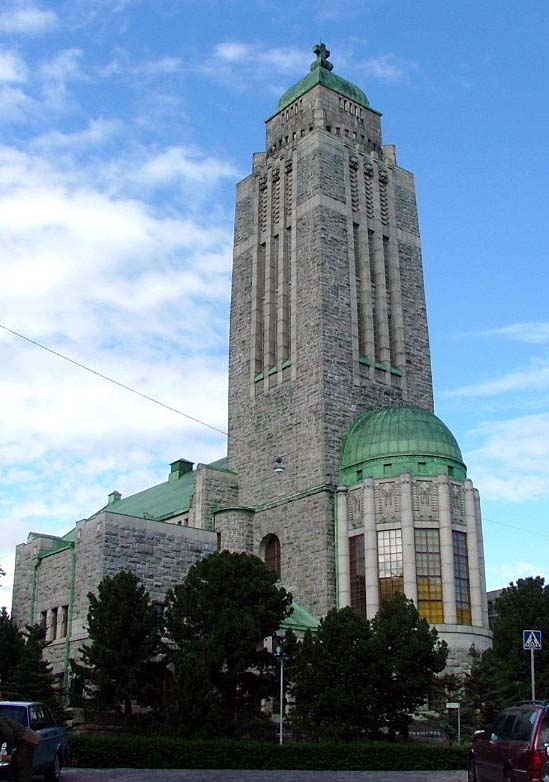
Церковь Каллио.
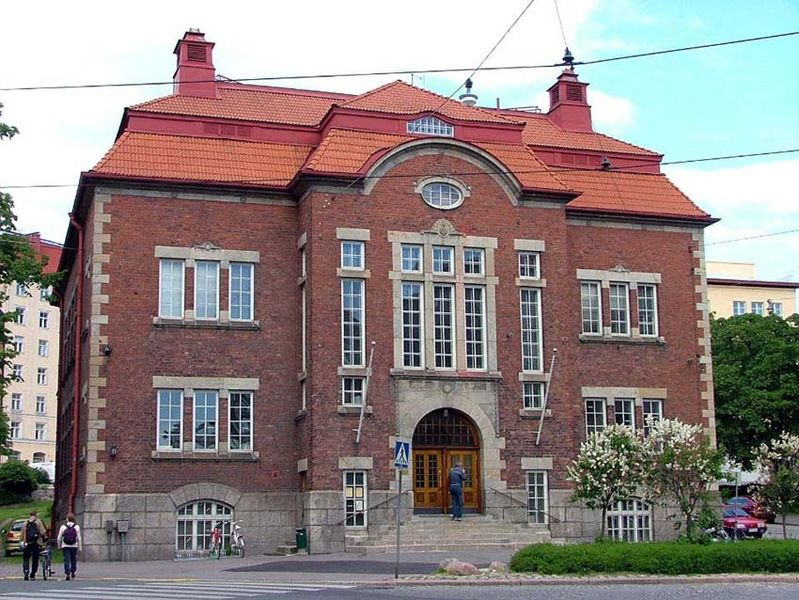
Библиотека в Каллио (1912) была первой библиотекой в Финляндии, построенной на деньги муниципалитета.
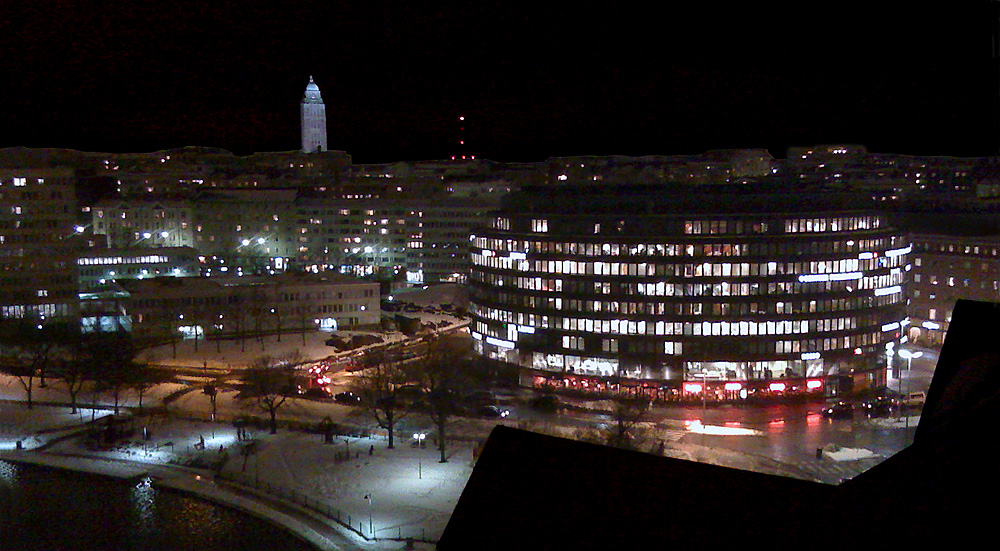
Каллио ночью. Вид со стороны Хаканиеми.